# 推棒子

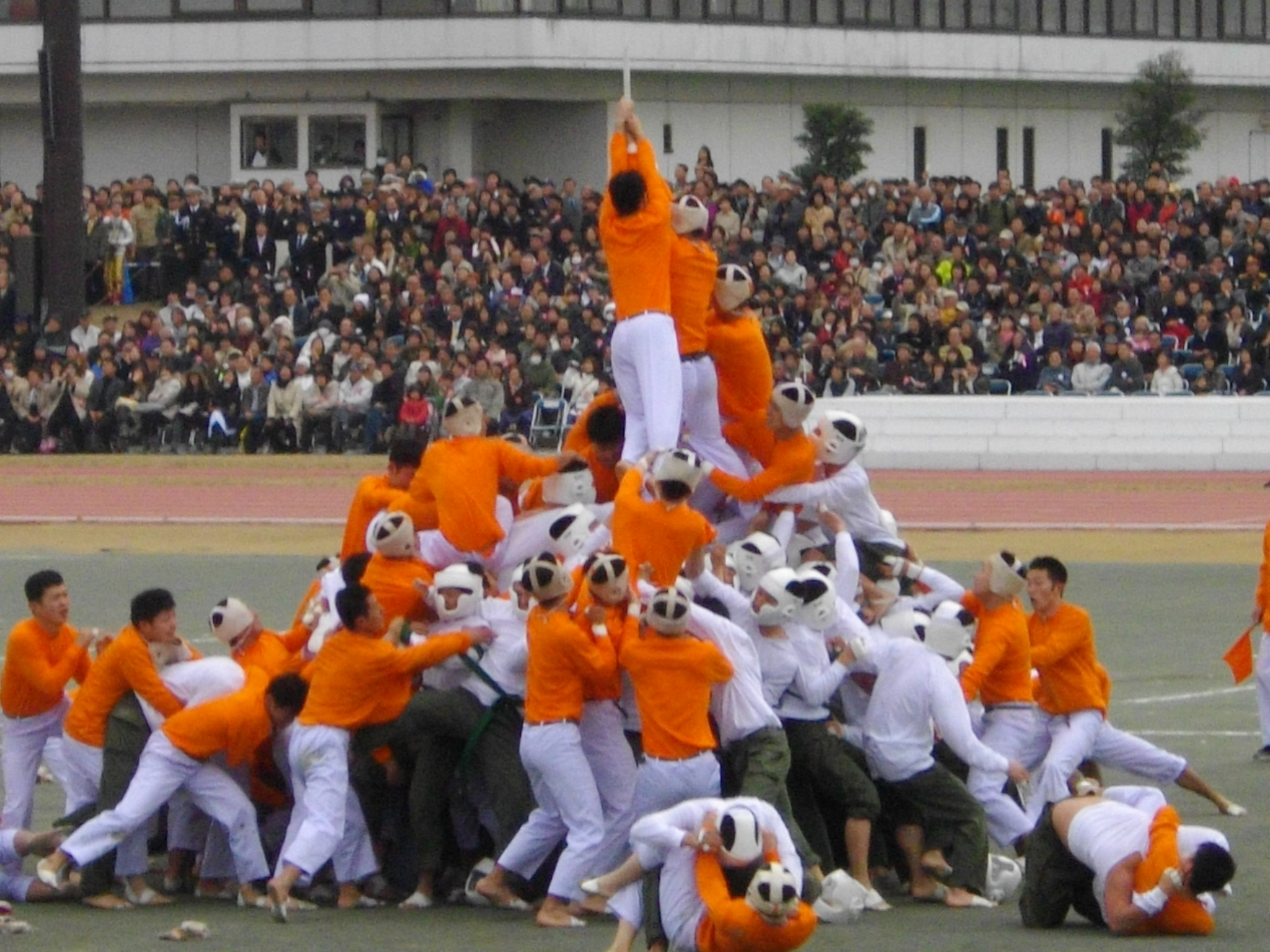
2010年防衛大學校的推棒子比賽

推棒子（日語：棒倒し）是類似夺旗的遊戲，會在日本學校的運動會中舉行。推棒子會分為兩隊，其目的是要保護己方隊伍的木椿，使其維持直立，並且控制對方隊伍的木椿，使其倒下。最著名的推棒子比賽是日本防衛大學校在每年校慶時由學員進行的比賽，兩隊各有150人參加。
每一隊會分為75人的進攻組，以及75人的防守組。防守組會在己方木椿周圍進行防守，而攻擊組則以對方木椿為目標進行攻擊。各隊的木椿一開始都是垂直於地平線，獲勝方式要讓對方隊伍木椿對地的角度小於30度。在1973年以前的規則，只需讓對方隊伍木椿對地的角度小於45度即可獲勝。
推棒子基本上是陸上的競技活動，不過也可以在水上舉行，2008年時曾有寫真偶像在大磯Long Beach水上樂園進行過水上推棒子的比賽。

## 規則、進攻和守備位置
日本防衛大學校的推棒子規則如下：

### 規則
- 每次比賽二分鐘。
- 若任一隊的木椿對地的角度小於30度，則落敗。會由裁判舉旗宣佈，並且宣佈獲勝者。
- 若在比賽時間內，二隊的木椿對地角度都沒有小於30度，比賽還沒有結果，會重新比賽。
- 每隊有150人，分為攻擊者和守備者。攻擊者穿該隊顏色的上衣，防守者則穿白色的上衣。
- 禁止拳打、腳踢、勒頸、拉頭以及其他危險的粗暴行為。
- 任一隊若有三次犯規，即取消資格。

### 守備位置
推棒子的守備位置包括坐在木椿頂端的單一防守者（日語：上乗り）、在木椿周圍圍圈的防守者（日語：サークル）、在內圈扶住木椿底部，避免其倒下的防守者（日語：棒持ち）、也有防守者的目的是要干擾進攻者（日語：キラー）。

### 進攻位置
推棒子的攻擊位置包括個別的進攻者日語：、英語：）、衝往敵方木椿，試圖跳上去的進攻者（日語：突攻），有些進攻者會在對方陣營中，並且擔任己方隊員跳到木椿上的跳板（日語：スクラム）。

## 延伸閱讀
- Bodlak, Tyler (2011-11-12). Obscure Sports: Bo-Taoshi. The Scribe。此網頁有推棒子的規則，目的以及部份歷史。
- 日本防衛大學校網站 Regular Annual Events。此來源是日本防衛大學校的官網，其中有列出其體育活動。傳統上，日本防衛大學校的推棒子會在11月1日舉行，11月1日也是日本的自衛隊記念日（日语：自衛隊記念日）。